# Championnats d'Afrique de tir 2011
Navigation
Tipaza 2010 Le Caire 2014
Les championnats d'Afrique de tir 2011 sont la 10e édition des championnats d'Afrique de tir. Ils ont lieu du 26 mai au 3 juin 2011 pour les épreuves de tirs aux plateaux à Salé, au Maroc, et du 15 au 25 octobre 2011 au Caire, en Égypte, pour les épreuves de carabine et de fusil,,
La compétition est qualificative pour les Jeux olympiques d'été de 2012 à Londres,.

## Nations participantes
Neuf nations participent à la compétition de tirs aux plateaux (skeet et trap) à Salé :
- Afrique du Sud
- Algérie
- Angola
- Égypte
- Libye
- Maroc
- Namibie
- Sénégal
- Tunisie

Neuf nations participent à la compétition de fusil et de carabine au Caire :
- Afrique du Sud
- Algérie
- Égypte
- Kenya
- Libye
- Nigeria
- Sénégal
- Soudan
- Tunisie

## Médaillés

### Hommes
Les médaillés sont les sportifs suivants,,:
| Épreuves                                 | Or                                                                    | Argent                                                                                | Bronze                         |
| ---------------------------------------- | --------------------------------------------------------------------- | ------------------------------------------------------------------------------------- | ------------------------------ |
| Carabine à 10 m air comprimé             | Mohamed Abdellah (EGY)                                                | Peter Soliman (EGY)                                                                   | Mohamed Hamdy Abdelkader (EGY) |
| Carabine à 50 m 3 positions              | Amgad Hosen (EGY)                                                     | Ahmed Darwish (EGY)                                                                   | Hendrik Du Plessis (RSA)       |
| Carabine à 50 m couché                   | Hazem Mohamed (EGY)                                                   | Mahmoud Farag (EGY)                                                                   | Fred Senore (RSA)              |
| Carabine à 50 m couché par équipes       | Afrique du Sud                                                        | Égypte                                                                                | Kenya                          |
| Pistolet à 10 m air comprimé             | Karim Wagih (EGY)                                                     | Samy Abdel Razek (EGY)                                                                | Fateh Ziadi (ALG)              |
| Pistolet à 10 m air comprimé par équipes | Égypte                                                                | Algérie Fateh Ziadi Adel Lecheheb Amine Adjabi                                        | Afrique du Sud                 |
| Pistolet à feu rapide 25 m               | Mahmoud Taha (EGY)                                                    | Ahmed Shaban (EGY)                                                                    | Amir Salah (EGY)               |
| Pistolet 50 m                            | Karim Wagih (EGY)                                                     | Daniel François Van Tonder (RSA)                                                      | Samy Abdel Razek (EGY)         |
| Trap                                     | Ahmed Zaher (EGY)                                                     | Gielle Frederik Van Wyk (RSA)                                                         | Adham Medhat (EGY)             |
| Trap par équipes                         | Afrique du Sud                                                        | Égypte                                                                                | Maroc                          |
| Double trap                              | Alistair Davis (RSA)                                                  | Mehdi Aladin Hassan Khodja (ALG)                                                      | Mokhtar Ould Mokhtar (ALG)     |
| Double trap par équipes                  | Algérie Mehdi Aladin Hassan Khodja Mokhtar Ould Mokhtar Lounis Ferrat | Afrique du Sud                                                                        | Maroc                          |
| Skeet                                    | Azmy Mehelba (EGY)                                                    | Mostafa Hamdy (EGY)                                                                   | Clément Fakhoury (SEN)         |
| Skeet par équipes                        | Égypte                                                                | Sénégal Clément Fakhoury Khalil Fawaz Hassane Ramlaoui Dominique Sanchez Hussein Zein | Maroc                          |

### Femmes
Les médaillées sont les sportives suivantes :
| Épreuves                     | Or                      | Argent                      | Bronze                  |
| ---------------------------- | ----------------------- | --------------------------- | ----------------------- |
| Carabine à 10 m air comprimé | Nourhan Amer (EGY)      | Shimaa Hashad (EGY)         | Noha Elesawy (EGY)      |
| Carabine à 50 m 3 positions  | Esmari Van Reenen (RSA) | Marwa Soltan (EGY)          | Reham Ahmed (EGY)       |
| Pistolet à 10 m air comprimé | Olfa Charni (TUN)       | Noura Nasri (TUN)           | Radwa Abdel Latif (EGY) |
| Pistolet à 25 m              | Olfa Charni (TUN)       | Mennatullah El Shafie (EGY) | Noura Nasri (TUN)       |
| Trap                         | Gaby Diana Ahrens (NAM) | Suzan Gaber (EGY)           | Hind Amani (MAR)        |
| Skeet                        | Mona Elhawary (EGY)     | Amira Aboushokka (EGY)      | Ibtissam Marirhi (MAR)  |